# Vin naturel
Ne doit pas être confondu avec vin biodynamique ou vin biologique.

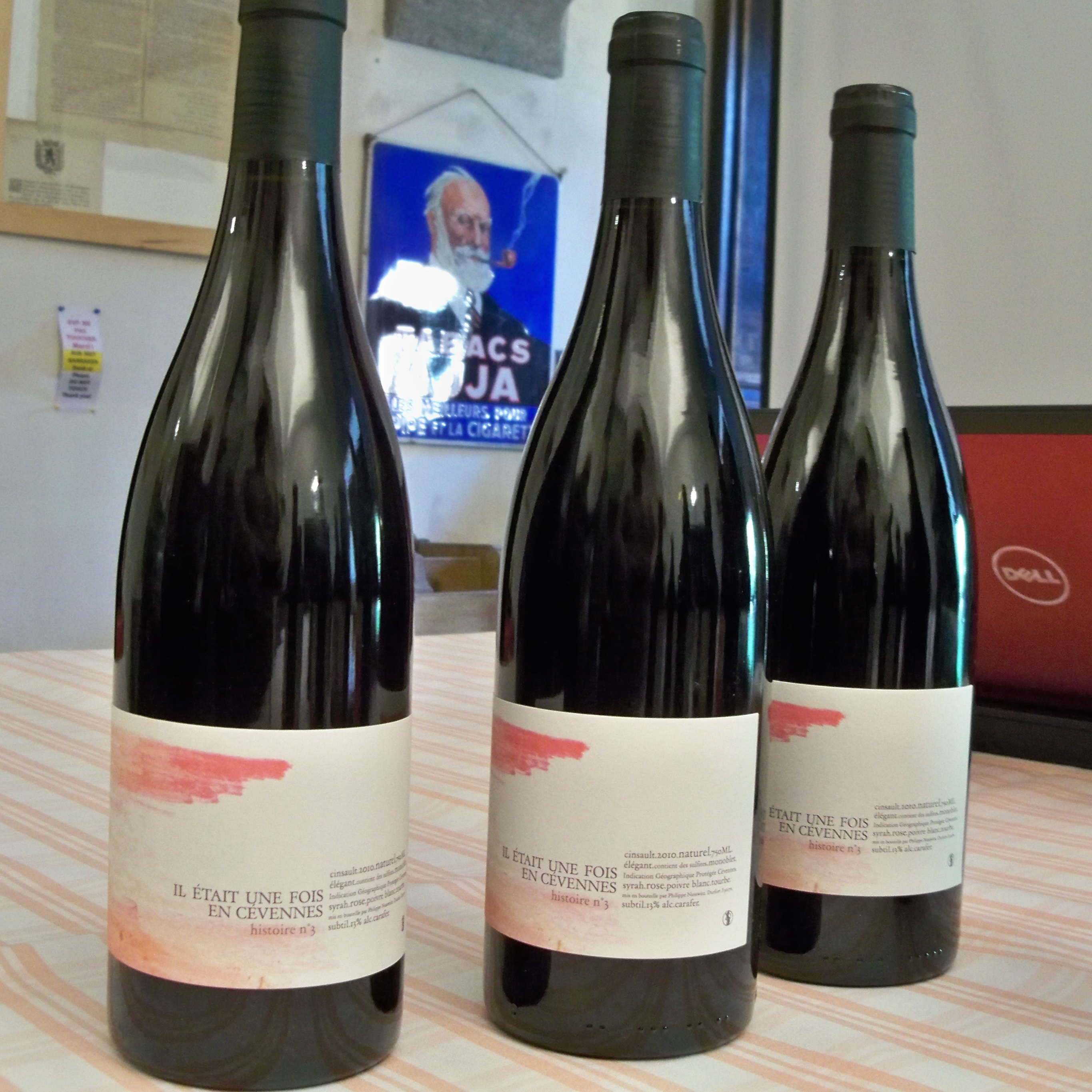
Vins naturels des Cévennes

Un « vin naturel », ou vin nature, est un vin auquel aucun intrant n'est ajouté lors de sa vinification (fait parfois exception une faible dose de soufre).
À l'heure actuelle il n'existe pas de législation ni de consensus autour de sa définition exacte. Cette dénomination n'est donc pas certifiée. Il est notamment issu de raisins cultivés selon des méthodes agroécologiques (viticulture biologique par exemple) ou ésotériques (biodynamie par exemple), a contrario des méthodes agricoles plus récentes issues des ères post agro-chimiques.
Le produit du jus de raisins fermentés obtenu selon diverses méthodes plus ou moins traditionnelles par un vigneron. De la vigne cultivée sur un terroir donné, à la mise en bouteilles.

## Histoire du terme«vin naturel»
Les grandes grèves des ouvriers viticoles de 1903 et 1904 tout comme la Révolte des vignerons de 1907 dans le Languedoc exigeaient déjà un « vin naturel », produit uniquement à partir de jus de raisin et sans « fabrication artificielle ». À Montpellier, le 9 juin 1907, 600 000 viticulteurs se sont retrouvés à l'occasion d'un grand meeting dont l'un des mots d'ordre était « Vive le vin naturel ! » Ces dernières révoltes ont abouti à l'adoption de la loi du 29 juin 1907 interdisant le mouillage du vin par ajout d'eau et l'abus de sucrage.

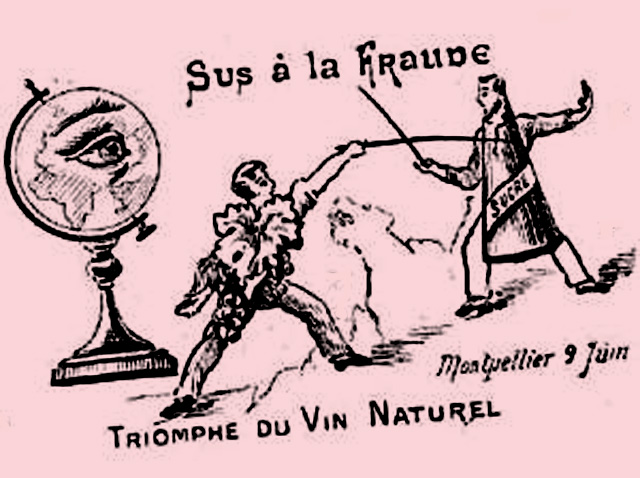
Le vin naturel triomphe du sucre, symbole de la fraude.
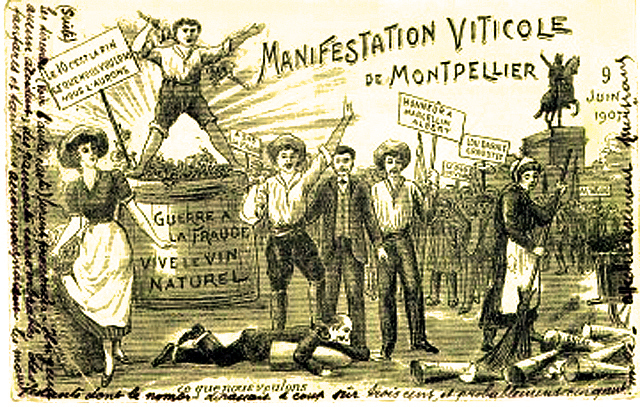
Ce que nous voulons, nous l'aurons, plus de sucre dans le vin.

Cette vieille revendication du monde viticole a rejoint l'exigence des consommateurs pour une alimentation saine des années 1980 et le mouvement sociétal de retour à la nature pour donner naissance au concept actuel de « vin naturel ».
Par ailleurs il est remarquable que le terme « vin naturel », tel qu'assimilé de nos jours, ait été établi par une petite communauté de vignerons, restaurateurs, et cavistes, précurseurs d'un retour aux sources dans les années 90, en France. Se référant tous de près ou de loin à la figure tutélaire du scientifique beaujolais Jules Chauvet (créateur du verre INAO), parmi lesquels Marcel Lapierre ou Yves Camdeborde. Par opposition donc, aux vins dits « conventionnels », utilisant des processus chimiques depuis les années 50 à des fins productivistes ou pour déterminer des goûts plaisants, à tous les étages. Ce mouvement de résistance face à l'industrialisation s'est depuis étendu mondialement, soulevant des questions sur la définition et la durabilité des pratiques viticoles.
Le « vin nature » est actuellement une appellation vernaculaire sans existence administrative : la législation interdit même d'associer directement les termes « nature » ou « naturel » à celui du vin. La réglementation française et européenne interdit donc l’utilisation à titre commercial des dénominations « vin nature » ou « vin naturel », et tolère celle de « vin méthode nature », sans qu'ils s'agisse d'une appellation reconnue (c'est donc un simple engagement pris sur l'honneur de la part du viticulteur, sans vérification extérieur du respect d'un cahier des charges). Cette appellation est décernée par le syndicat à des vins déjà certifiés bio n'ajoutant pas de sulfites ni d'autres intrants et n'utilisant pas certaines méthodes industrielles comme l’osmose inverse ou la filtration tangentielle.
Le mouvement du vin naturel s'est internationalisé dans les années 2000, avec la création d'associations de producteurs dans différents pays et l'organisation de foires spécialisées à travers le monde. Cette expansion s'accompagne de débats sur les méthodes de certification et les standards de production, reflétant les différentes approches culturelles de la viticulture naturelle. Les consommateurs montrent un intérêt croissant pour ces produits, motivés par des considérations environnementales et de santé.

## Principes

### Objectif
La production d'un « vin naturel » vise à être l'expression naturelle d'un terroir, d'un cépage, d'un millésime, à rechercher un goût originel et « naturel » du vin, issu d'une vinification sans intrants et donc elle aussi naturelle.
Certains vignerons ont aussi par là la volonté de retourner à des pratiques œnologiques anciennes.

### Méthodes de production
Les méthodes présentées ci-dessous sont celles qui font l'union entre les différentes associations de producteurs de vins naturels, et ne constitue pas une liste d'obligations. En effet, la dénomination « vin naturel » n'est pas réglementée, et ne fait donc pas l'objet d'une certification sur un cahier des charges défini.

#### Viticulture
- Vendanges manuelles
- Pratique d'une viticulture souvent biologique, ou biodynamique, où les vignes ne sont pas traitées avec des produits de synthèse, voire (de manière anecdotique) avec aucun traitement : les risques d'altération des raisins dues aux maladies cryptogamiques de la vigne deviennent alors très importants.

#### Vinification
- Fermentation par levures indigènes (présentes naturellement, sur le raisin et dans la cave), pas de levures exogènes (LSA) néanmoins quelle que soit la levure utilisée le métabolisme de celle-ci génère une quantité plus ou moins importante de sulfites,
- Limitation des manipulations et techniques brutales telles que pasteurisation éclair ou thermo-vinification, utilisation préférentielle de la gravité.
- Pas d'intrants.

Le concept de « vin naturel » est cependant sujet à controverse. Les vignerons qualifiant leur propre production de « vin naturel » ont souvent des vues différentes sur d'autres vins naturels, la principale pierre d'achoppement étant la quantité d'intrants considérée comme acceptable.
Par exemple, des quantités minimales de soufre, de l'ordre de quelques mg/L de SO2, sont utilisées par certains vinificateurs, notamment avant la mise en bouteille. Cela remet en cause le concept même, voulant que les vins n'aient pas d'intrants.
Cela rend la dénomination de « vin naturel » non uniforme.
Nota : Il ne faut perdre de vue que la destination finale d'un grain de raisin est le vinaigre produit stable; seule l'intervention de l'homme permet d'éviter cette destination.

## Différences avec le vin biologique et le vin biodynamique
- Le vin biologique est produit à partir de raisins issus de l'agriculture biologique, et sa vinification doit répondre à un cahier des charges biologique. Cette dénomination existe depuis 2012, et est certifiée par des organismes indépendants. Des intrants peuvent être utilisés, mais ils doivent être eux-mêmes prévus par la réglementation et/ou certifiés Agriculture Biologique. Le « vin naturel » respecte en général les règles de la viticulture biologique[réf. nécessaire], la différence avec le vin biologique se faisant surtout à la vinification : un « vin naturel » doit provenir[réf. nécessaire] d'une « vinification naturelle », qui tend donc à abolir[C'est-à-dire ?] tout intrant, en particulier le soufre. Les analyses chimiques confirment que les vins naturels présentent des niveaux de sulfites significativement plus faibles que les vins conventionnels[10].

- Le vin biodynamique est produit selon les principes ésotériques de l'agriculture biodynamique. Les pratiques biodynamiques peuvent s'appliquer, selon le choix du producteur, simplement aux méthodes de culture de la vigne (préparations biodynamiques pour le traitement), ou bien aller jusqu'à qu'à l'élaboration du vin avec des critères spécifiques de vinification (doses d'anhydride sulfureux plus faibles qu'en agriculture biologique et intrants œnologiques limités).

- Les vins certifiés en biodynamie (label Demeter ou Biodyvin), ainsi que ceux marqués du label « vin biologique » qui suivent le règlement CE 203/2012[11], ne se réclament jamais de la mention « vin naturel », celle-ci n'étant encore soumise en 2022 à aucune certification de l'INAO[12]. La stricte dénomination « Vin méthode nature », son logo  et son cahier des charges contraignant ne sont en 2022 qu'en observation et n'auront force réglementaire qu'au plus tôt en 2023[13].

Il existe aussi plusieurs autres labels et certifications, comme la haute qualité environnementale, Nature et Progrès ou Bio Cohérence, avec des cahiers des charges diversement contraignants.

## Conservation
Il est impératif de conserver le « vin naturel » à une température raisonnablement fraîche.
À la différence d'un vin contenant des sulfites, il va y avoir une activité de micro-organismes lorsque sa température augmente (une fermentation peut reprendre s'il reste des sucres, une déviation ou une maladie du vin, etc). Une conservation à température trop fraîche favorise la dissolution de l'oxygène dans le vin et donc les phénomènes d'oxydation.
La température maximale de conservation est l'objet d'opinions divergentes qui vont de 12 °C à 15 °C.

## Caractéristiques organoleptiques
Les vins naturels peuvent laisser apparaître des arômes qui auraient pu être masqués par l'utilisation d'intrants œnologiques. Les consommateurs recherchent souvent ces caractéristiques authentiques malgré les risques de défauts organoleptiques. La présence d'arômes néfastes dans le vin résulte de l'utilisation d'une portion de raisins impropres lors la vinification du vin. L'utilisation d'intrants tels que le SO2 ou des procédés mécaniques tels que filtrations, collages peuvent corriger ces anomalies gustatives ainsi que certains caractères gustatifs propres aux raisins et au terroir.
Le meilleur moyen de limiter l'apparition de défauts visuels ou gustatifs dans les vins est l'utilisation de raisins sains et mûrs pour les vinifications.
Les vins naturels présentent plus souvent des défauts organoleptiques, les plus courants sont :
- la présence de Brettanomyces avec des arômes d'écurie dus aux 4-Éthylphénols, de clou de girofle dus aux 4-Éthylgaïacols, de camphre dus aux 4-Éthylcatéchols,
- l'oxydation des vins avec des arômes de pomme blette, d'aigreur,
- les arômes rances dus à une activité non contrôlée des bactéries lactiques,
- maladie de la graisse qui donne au vin un écoulement filant semblable à de l'huile,
- tout défaut issu d'une absence de contrôle des populations de micro-organismes qui conduit généralement à une augmentation très significative de l'acidité volatile rendant le vin impropre à la consommation (le seuil maximal est règlementé en général à 0,98 g/L pour les vins rouges et 0,88 g/L pour les vins blancs et rosés).

Les déviations organoleptiques peuvent amener à une standardisation des vins, ces derniers ayant tous les mêmes arômes provenant du défaut en question. Cela peut amener le consommateur à penser que le « vin naturel » a une signature aromatique. L'idée de standardisation du vin va souvent à l'encontre des volontés des producteurs de « vin naturel », ce qui peut être contradictoire.
La disparité entre les bouteilles d'un même vin est plus importante, du fait de la variabilité non contrôlée de l'action des micro-organismes. Une bouteille peut donc être organoleptiquement différente d'une autre dans un même lot.
La notion de conservation d'un vin et l'utilisation d'un conservateur tel que le SO2 ne sont pas directement corrélés. Par contre la durée de conservation d'un vin est directement liée à la qualité des raisins utilisés pour l'élaboration de ce dernier. Les vins naturels n'ayant pas de soufre ajouté réagissent plus fortement au contact de l'air (le SO2 étant un anti-oxydant). Il peut être préférable d'ouvrir une bouteille une heure ou deux avant la dégustation, ce qui permet au vin de s'ouvrir en s'oxygénant,.

## Législation

### En France
Le « vin naturel » ne possède ni certification officielle ni cadre réglementaire. Une étude de l'institut national de l'origine et de la qualité (Inao), avec l’aide de la direction générale de la concurrence, de la consommation et de la répression des fraudes (DGCCRF), a pourtant été menée entre 2015 et 2018. Il était proposé la reconnaissance d’une mention réglementée « nature » ou « naturel » suivant globalement la charte de l'Association des vins naturels (AVN). Ces termes ont cependant été jugés trop exclusifs, ce suspendant les discussions sur le sujet.
Face à cette situation, un groupement de vignerons et de professionnels du vin a créé le syndicat de défense des vins naturels fin 2019. Ils adoptent une charte dont l'adhésion est reconnue par le label « Vin méthode nature ». Cette charte est validée en mars 2020 par la DGCCRF après des ajustements mineurs. « Vin méthode nature » est une marque privée, mais l'objectif du syndicat reste une intégration du cahier des charges à la réglementation,. Au 1er mai 2020, l'association revendique 251 adhérents dont 84 vignerons pour 178 cuvées du millésime 2019 engagées dans l'obtention du label.

## Production
La proportion de vin nature dans la production est croissante, mais reste très faible. Elle est confidentielle à la fin du XXe siècle, marginale au début du XXIe siècle, et en augmentation depuis les années 2010, entre 1 % et 2 % du vignoble pour la France, soit environ 500 producteurs en 2017, et moins de 2 % en Italie. Cette croissance reflète un mouvement social plus large de retour aux pratiques agricoles traditionnelles et de résistance à l'industrialisation viticole.
La quantification reste difficile du fait de l'absence de label officiel regroupant les producteurs, chacun pouvant se définir ou non comme producteur de « vin naturel ».
En France, les précurseur de la "nouvelle génération" de vigneron attaché à la production de vin sans intrant (en bio, biodynamique ou nature) commence à transmettre la méthode nature dès les années 80. Parmi eux Pierre Frick (Alsace), Pierre Overnoy (Savoie), Thierry Puzelat (Loire), Léon Barral (Languedoc-Roussillon), Marcel Lapierre (Beaujolais), Sylvain Pataille (Bourgogne) et plus récemment Vincent Ruiz (Rhônes) ont grandement participer à la transmission de leurs savoir faire.

## Commercialisation
La commercialisation se fait principalement auprès d'un public averti, à la recherche de ce type de produit particulier. Les consommateurs montrent une disposition croissante à payer un prix premium pour ces vins en raison de leurs bénéfices perçus en termes de durabilité et de naturalité. Il existe des bars à vin, des cavistes, des salons des vins et des sites de vente en ligne, tous spécialisés dans le marché des vins naturels.

### Au cinéma
- 2004 : Mondovino, réalisé par Jonathan Nossiter[31].
- 2014 : Résistance naturelle, réalisé par Jonathan Nossiter[32].
- 2018 : Wine Calling de Bruno Sauvard.
- 2020 : Envino Veritas: Galicia, del terroir al natural, réalisé par Pablo Alonso González.